# Quartinia guichardi
Quartinia guichardi är en stekelart som beskrevs av Richards 1969. Quartinia guichardi ingår i släktet Quartinia och familjen Masaridae. Inga underarter finns listade i Catalogue of Life.